# Liste des œuvres de Paul Deliège
Cet article est une liste des œuvres de Paul Deliège.

## Liste

### Bobo

#### Gag de poche Dupuis
- Rosy et Deliège, Bobo, le prince de l’évasion, Dupuis, coll. « Gag de poche », 1965.
- Rosy et Deliège, 4 aventures de Bobo, le prince de l’évasion, Dupuis, coll. « Gag de poche », 1964.
- Rosy et Deliège, Bobo aux sports d’hiver, Dupuis, coll. « Gag de poche », 1965.
- Rosy et Deliège, Bobo se déguise, Dupuis, coll. « Gag de poche », 1966.
- Rosy et Deliège, Bobo au sommet, Dupuis, coll. « Gag de poche », 1966.
- Rosy et Deliège, Une baballe pour Bobo, Dupuis, coll. « Gag de poche », 1966.
- Rosy et Deliège, Bobo fait le mur, Dupuis, coll. « Gag de poche », 1966.
- Rosy et Deliège, Bobo et l’amie pierre, Dupuis, coll. « Gag de poche », 1967.

#### Albums Dupuis
- 1. Bobo prend l'air, Dupuis, juillet 1977.
- 2. Bobo prend la mer, Dupuis, janvier 1978.
- 3. Bobo comic's troupier, Dupuis, janvier 1980.
- 4. Un sac en cavale, Dupuis, janvier 1981.
- 5. Destination lune, Dupuis, janvier 1982.
- 6. L'Homme-obus, Dupuis, janvier 1983.
- 7. La Prison dorée, Dupuis, janvier 1985.
- 8. Le Volontaire, Dupuis, janvier 1986.
- 9. Le Professionnel, Dupuis, avril 1987.
- 10. La Carpette violente, Dupuis, février 1988.
- 11. Le Retour du greffé, Dupuis, février 1989.
- 12. L'Escalade, Dupuis, juillet 1990.
- 13. L'Oiseau du diable Vauvert, Dupuis juin 1991.
- 14. Bobo fait le mur, Dupuis, septembre 1992.
- 15. La Rançon de la gloire, Dupuis, juillet 1994.
- 16. La Première Pierre, Dupuis, juin 1997.

### Les Krostons
- 0. La Menace des Krostons, Dupuis, janvier 1972.
- 1. Balade pour un Kroston, Dupuis, janvier 1975.
- 2. La Maison des mutants, Dupuis, janvier 1979.
- 3. La Vie de château, Dupuis, janvier 1982.
- 4. L'Héritier, Dupuis, septembre 1984.
- 5. Les Krostons sortent de presse, Points Image, janvier 1996.
- 6. Histoire de krostons, Points Image, janvier 1999.
- X. Krostonius, le maudit, PSI, février 2000(inédits, dessins et croquis).

### Participation ouvrages collectifs
- Kermesse de la BD, Verviers, 1976 (1 dessin).
- Les Meilleurs Récits du journal de Spirou, 1. Contes de Noël, Dupuis, Marcinelle, 1978 (Bobo, 6 pl.).
- Il était une fois… les Belges, 1980, Paul Ide Gallery et Les Éditions du Lombard (Bruxelles) 1 pl. (Bobo).
- Drôles de zèbres, 1981, Marc Ors (Charleroi), 1 dessin couleur (Bobo).
- Les Amis de Buddy Longway, collection « Phylactère », 1983, Éditions du Lombard (Bruxelles) 1 pl. (Bobo).
- Baston Labaffe no 5 : La Ballade des baffes, hommage à Gaston Lagaffe, 1983, Sedli/J.Goupil éditions (France) 1 pl.
- Catalogue imaginaire – BD Dupuis, 1985, Dupuis (Marcinelle), 1 fausse couverture + 1 dessin.
- Rocky Luke - banlieue West, hommage à Lucky Luke, 1985, Sedli/J.Goupil éditions (Hounoux-France) 1 pl.
- L’Oiseau de la paix, 1986, Association du livre de la paix (Bruxelles), 1 pl.
- Le Petit Père Noêl illustré, suppl. Spirou no 2541, 23/12/1986, Dupuis, 3,5 pl., 2 dess.
- Le Petit Guide Spirou de vos grandes vacances, suppl. Spirou no 2567, 23 juin 1987, Dupuis, 8 dess.
- Petit Manuel des cancres las, suppl. Spirou no 2579, 15/09/1987, Dupuis, 4 pl.
- Parodies 3 - Vingt ans après, 1990, Soleil Éditions (Toulon) 1 pl (Bobo).
- Bill a disparu !, Paris, Vents d’Ouest, 1990 (Bobo, 4 pl.).
- Une anthologie merveilleuse, tome 1, 1998 (1 mini-planche).

## Albums

### Bobo
Les premiers albums de la série Bobo sont publiés dans la collection Gags de Poche des éditions Dupuis, il s'agit d'un petit album broché en noir et blanc. Le premier album s'intitule Bobo prince de l'évasion (cinquième album de la collection) et sort en 1964. Les deux albums suivants sortent la même année et ont pour titre Quatre aventures de Bobo (dixième de la collection) et Bobo aux sports d'hiver (dix-huitième de la collection). L'année suivante, deux albums dans la même collection sont publiés Bobo se déguise (vingt-septième de la collection) et Bobo au sommet (trente-quatrième de la collection), puis deux autres en 1966 Une baballe pour Bobo (trente-neuvième de la collection) et Bobo fait le mur (quarante-sixième de la collection). Enfin l'ultime album de Bobo dans cette collection parait l'année suivante avec Bobo et l'amie pierre (cinquante-quatrième de la collection).
C'est à partir de 1977 que la série est publiée dans sa série propre. Les six premiers tomes sont brochés et les autres cartonnés. Le premier album s'intitule Bobo prend l'air et le deuxième, l'année suivante, s'intitule Bobo prend la mer. Les albums vont paraître au rythme d'un par an à partir de 1980, le troisième s'intitule Bobo comic's troupier, le quatrième Un sac en cavale, le cinquième Destination lune et le sixième L'Homme-obus. À partir de 1985 et du septième album intitulée La Prison dorée, les albums deviennent cartonnés, puis retrouvent le rythme d'un album par an. Le huitième s'intitule Le Volontaire, le neuvième Le Professionnel, le dixième La Carpette violente, la onzième Le Retour du greffé, le douzième L'Escalade, le treizième L'Oiseau du diable Vauvert et le quatorzième Bobo fait le mur. Deux ans plus tard en 1994 sort le quinzième album intitulé La Rançon de la gloire. Le seizième et ultime album sort en 1997 et a pour titre La Première Pierre.

### Les Krostons
Le premier album des Krostons parait en 1972 aux éditions Dupuis et dans la collection Okay avec Arthur Piroton comme coscénariste. Il s'intitule La Menace des Krostons et est en réalité un numéro zéro de la collection originale. Elle débute vraiment avec la publication en 1975 de Balade pour un Kroston, un album broché. Le deuxième album s'intitule La Maison des mutants et sort en 1979. En 1982, sort La Vie de château le troisième album. Le quatrième, L'Héritier, en 1984.

## Revues

### Le Soir
Pour le quotidien belge Le Soir, il publie plusieurs histoires de la série Félicien et les Romanis et le Père Bricole. 

### Spirou

#### Débuts
Sa première publication pour le journal Spirou se compose de deux histoires courtes de Félicien et les Romanis en 1958. L'année suivante il publie deux histoires courtes, Tournebride en vacances et Le Sapin de Noël. La série Théophile, sa première grande série publiée dans l'hebdomadaire et sa première histoire à suivre, parait en 1960 du no 1172 au no 1193 et s'intitule Théophile et le Phosphopoil. La même année il publie son premier mini-récit intitulée En une heure, construisez votre récepteur. Pour l'année 1961, il lance deux nouvelles séries sous forme de mini-récit, la première Sosthène est publiée à partir du no 1202 avec Sosthène en ballon, puis Sosthène contre le Niam-Niam dans le no 1209. La seconde est Bobo avec Maurice Rosy au scénario, trois histoires sont publiées cette année Bobo s'évade dans le no 1204, Bobo s'évade à nouveau dans le no 1216 et Bobo s'évade encore dans le no 1220. Sans oublier une histoire complète de Théophile publiée dans les pages régulières du journal du no 1215 au no 1236 intitulée L'Étrange passe-temps de Boleslas Kromitch. 
Paul Deliège devient l'un des auteurs les plus prolifiques dans les mini-récits : Bobo est publié sept fois en 1962, La Nouvelle évasion de Bobo dans le no 1249, Bobo fait du cinéma dans le no 1255, Le Rétiaire sans visage dans le no 1263, Boum, voilà Bobo dans le no 1272, Bobo ne s'évade pas dans le no 1275, Bobo reçoit dans le no 1279 et Bobo fait du sport dans le no 1283. Un autre mini-récit intitulé Le Prix banane est publié dans le no 1267 avec Maurice Rosy au scénario, puis une nouvelle histoire de Théophile intitulée L'Homme aux mains d'or publiée dans le no 1267 au no 1288. Deux nouvelles séries l'année suivante, Hercule et les autres à partir du no 1293 publiée seize fois sous forme de récit de deux planches jusqu'au no 1319 et Bébert avec l'histoire Le Casque aux gants de planches du no 1341 au no 1362. Dans la lignée de l'année précédente, Bobo aux sports d'hiver dans le no 1296, Le Mentor dans le no 1310, Bobo en vacances dans le no 1316, Bobo garde malade dans le no 1319, Bobo s'énerve dans le no 1324, Bobo rate son évasion dans le no 1330 et Bobo et le Pardimu dans le no 1340.
Pour l'année 1964, il ne publie que des mini-récits de Bobo, Bobo disparaît dans le no 1349, L'Œuf à Bobo dans le no 1354, Bobo printemps dans le no 1358, Le Bond à Bobo dans le no , Bobo en musique dans le no 1363, L'Écharpe à Bobo dans le no 1365, Bobo déménage dans le no 1379, Bobo et le directeur dans le no 1382, Bobo et le grand jeu dans le no 1384, Le Gâteau à Bobo dans le no 1387, Bobo a du ressort dans le no 1390, Bobo Noël dans le no 1392 et Bobo et le fakir dans le no 1394. L'année 1965 le voit créer deux nouvelles séries, la première Félix est publiée à deux reprises en mini-récit intitulée Félix veilleur de nuit dans le no 1404 et Félix et le cabochon dans le no 1441. La deuxième est Cabanon à partir du no 1421 et l'histoire Cabanon rentre tard, puis les histoires Cabanon se mouille dans le no 1434 et Cabanon plombier dans le no 1438. Enfin dix mini-récits de Bobo sont publiés, Bobo se déguise dans le no 1403, Bobo et la statue dans le no 1414, La Main à la pâte avec Bobo dans le no 1418, Bobo au sommet dans le no 1420, Bobo en couleurs dans le no 1431, Bobo la chance dans le no 1435, Une baballe pour Bobo dans le no 1437, Bobo prend la porte dans le no 1440, Bobo et l'étourdi dans le no 1443 et Noël pour Bobo dans le no 1444.

#### L'année 1966
En 1966, Bobo intègre pour la première fois les pages régulières du journal avec des histoires complètes de cinq et six planches (première publication dans le no 1461), la majorité de ses publications ont toutefois lieu sous forme de mini-récit avec Le Twist à Bobo dans le no 1447, Bobo change de milieu dans le no 1449, Bobo fait le mur dans le no 1455, Bobo et la Concurrence dans le no 1457, Bobo a bon pied dans le no 1458, Symphonie pascale pour Bobo dans le no 1459, Une pierre pour Bobo dans le no 1460, Le Parapluie de Bobo dans le no 1465, Bobo a bon cœur dans le no 1469, Bobo et l'amie pierre dans le no 1471, Bobo change de pierre dans le no 1472, La Loterie pour Bobo dans le no 1473, Bobo aux champs dans le no 1474, Un cadeau pour Bobo dans le no 1478, Une fleur pour Bobo dans le no 1480 et Une échelle pour Bobo dans le no 1482 bis. Autre série qui sort des mini-récits, Cabanon avec des histoires complètes de six planches à partir du no 1466, mais comme pour Bobo, la série reste encore dans les mini-récits avec Cabanon noctambule dans le no 1454, Cabanon et le piano dans le no 1477 et Cabanon le dit avec des fleurs dans le no 1497.

#### L'année 1967
Pour l'année 1967, il lance une nouvelle série pour les mini-récits intitulée Superdingue à partir du no 1517 et l'histoire homonyme, puis Super Dingue 2 et Super Dingue 3 publiées respectivement dans les no 1518 et no 1550. Bobo est présent dans le journal sous forme de mini-récit qui s'intitule Bobo bascule dans le no 1499, Bobo cow-boy dans le no 1513, Bobo contre K. dans le no 1515, Bobo relax dans le no 1520, Bobo a le pied léger dans le no 1521, Bobo en promenade dans le no 1524 et Bobo en ballon dans le no 1528. L'autre série de Paul Deliège, Cabanon est aussi présente avec des gags d'une planche et des mini-récits intitulées Cabanon fumiste dans le no 1500, Cabanon est dans le bain dans le no 1509, Cabanon n'a pas peur dans le no 1512, Cabanon a du coffre dans le no 1533, Cabanon a toujours du coffre dans le no 1536 et Cabanon a des ennuis dans le no 1541.

#### L'année 1968
Cette année marque un tournant dans sa carrière puisqu'il devient scénariste pour différents auteurs du journal. Pour Noël Bissot il scénarise deux mini-récits de Youk et Yak, pour Salvérius trois mini-récits de Petit-Cactus, pour Lagas trois mini-récits de Sam et surtout pour Arthur Piroton il scénarise la première histoire des Krostons intitulée simplement Les Krostons publiée dans les pages régulières du journal du no 1589 au no 1610. Le fait qu'il scénarise va faire qu'il a moins de temps pour dessiner ses propres séries, néanmoins Superdingue est présent avec quatre mini-récits Super Dingue 4 dans le no 1555, Super Dingue 5 dans le no 1560, Super Dingue 6 dans le no 1569 et Super Dingue 7 dans le no 1602. Bobo aussi avec quatre mini-récits, Bobo et le retour de « K » dans le no 1561, Bobo n'aura pas creusé pour rien dans le no 1565, Une sortie pour Bobo dans le no 1573, Bobo fait boum dans le no 1576, ainsi qu'une histoire complète de six planches dans les pages régulières.

#### L'année 1969
La série Bobo est interrompue en cours d'année à cause d'un différend avec le scénariste après la publication de trois mini-récits, Bobo nez rouge dans le no 1616, « K » est servi dans le no 1624, Bobo et le Cerf-volant dans le no 1627. Deliège reprend le dessin des Krostons avec une histoire complète de six planches publiée dans le no 1652. Superdingue est présent quatre fois, Super Dingue 8 dans le no 1610,	Super Dingue 9 dans le no 1626, Super Dingue 10 dans le no 1640, Super Dingue 11 dans le no 1651. Dans les séries qu'il scénarise, cinq mini-récits de Sam, deux de Youk et Yak et deux de Petit-Cactus.

#### Débuts des années 1970
En 1970, Dernier mini-récits de Bobo, Bobo et les frères Mangetout dans le no 1660. Il dessine trois histoires courtes des Krostons et trois mini-récits de Superdingue, Super Dingue 12 dans le no 1657, Super Dingue 14 dans le no 1666 et Super Dingue 13 dans le no 1704. Il scénarise aussi cinq mini-récits de Sam, un de Youk et Yak et un autre du Baron. L'année suivante il ne dessine que deux histoires courtes des Krostons et une histoire à suivre intitulée Les Krostons sortent de presse publiée du no 1752 au no 1768. Nouvelle série de gags en une planche Homard vigilant en compagnie de Comès publiée à partir du no 1722 et un mini-récit de Superdingue dans le no 1716 (Super Dingue 15) et une histoire de six planches dans le no 1756. Comme scénariste il contribue à quatre mini-récits de Sam, cette même série intègre les pages régulières du journal sous forme de gag d'une planche et d'histoire complète.  
Pour l'année 1972, deux mini-récits de Superdingue intitulée Superdingue 16 et Super Dingue 17 publiées respectivement dans les no 1762 et no 1776, deux histoires complètes de six et trois pages des Krostons. Deux nouvelles séries Patate et Tatou publiées sous forme de mini-récit dans le no 1764 avec Bollen comme coauteur et Croquemitron publiée sous forme de gag d'une planche à partir du no 1777 avec Noël Bissot comme coauteur. Il collabore comme scénariste à la série Sibylline de Raymond Macherot avec d'abord une histoire complète de huit planches dans le no 1783, puis une histoire à suivre Sibylline contre les pirates du no 1796 au no 1813. Autre série scénarisé Sam qui parait à de nombreuses reprises sous forme de mini-récit, gag et histoires complètes. Même chose pour cette série l'année suivante. Une histoire à suivre Gudu s'évade pour la série Sibylline publiée du no 1844 au no 1849, quelques gags et récits complets du Croquemitron. À partir du no 1850 il récupère l'intégralité de la série Bobo, puis publie Balade pour un Kroston du no 1851 au no 1869.
En 1974, il publie plusieurs histoires complètes de Bobo. Comme scénariste publication de gag en une planche de Sam ainsi qu'un mini-récit et une histoire complète. Une histoire à suivre Sibylline s'envole publiée du no 1877 au no 1895 et une histoire complète de cinq planches. Nouvelle série l'année suivante intitulée Garonne et Guitare avec Marc Hardy et Mythic. Première histoire à suivre de Bobo publiée du no 1918 au no 1923 et qui a pour titre El Candaro. Ce qui ne l'empêche pas de publier plusieurs histoires complètes de cette série. Du côté des scénarios, il écrit des gags et des histoires courtes de Sam et une histoire à suivre Sibylline et les cravates noires publiée du no 1965 au no 1977.